# Eugen von Tresckow
Heinrich Albrecht Ferdinand Eugen von Tresckow (* 13. Mai 1815 in Schmarfendorf, Kreis Königsberg Nm.; † 1. Juli 1875 in Frankfurt (Oder)) war ein preußischer Generalmajor.

## Leben

### Herkunft
Eugen war ein Sohn des preußischen Majors und Gutsbesitzers Heinrich von Tresckow (1784–1822) und dessen Ehefrau Louise, geborene von Barfus (1786–1822).

### Militärkarriere
Tresckow besuchte die Kadettenhäuser in Potsdam und Berlin. Anschließend wurde er am 6. August 1832 als Portepeefähnrich dem 17. Infanterie-Regiment der Preußischen Armee überwiesen. Mit der Versetzung in das 2. Dragoner-Regiment wechselte er am 16. August 1832 die Waffengattung und avancierte bis Mitte Februar 1834 zum Sekondeleutnant. 1842/44 war er zur Lehr-Eskadron kommandiert, stieg Mitte November 1850 zum Premierleutnant auf und wurde 1852 als Eskadronführer zum Stamm des 2. Landwehr-Dragoner-Regiments kommandiert. In dieser Eigenschaft wurde Tresckow am 5. Juli 1853 Rittmeister und am 3. Juni 1856 zum Eskadronchef in seinem Stammregiment ernannt. Daran schloss sich ab dem 31. Januar 1858 eine Verwendung im Leib-Husaren-Regiment an. Unter Beförderung zum Major erfolgte am 14. Juni 1859 seine Versetzung als etatsmäßiger Stabsoffizier in das 1. Ulanen-Regiment. In gleicher Eigenschaft kehrte Tresckow am 20. Juni 1859 in das Leib-Husaren-Regiment zurück, wurde am 25. Juli 1859 dem Regiment aggregiert und am 12. Mai 1860 einrangiert. Im Krieg gegen Dänemark nahm er 1864 an der Belagerung von Fredericia sowie dem Gefecht bei Sondeskogard teil und wurde am 25. Juni 1864 zum Oberstleutnant befördert.
Nach dem Krieg beauftragte man Tresckow unter Stellung à la suite am 18. April 1865 zunächst mit der Führung des 1. Brandenburgischen Ulanen-Regiments Nr. 3 und ernannte ihn am 3. April 1866 zum Regimentskommandeur. Er führte sein Regiment 1866 während des Krieges gegen Österreich bei Gitschin sowie Königgrätz und erhielt für sein Wirken den Kronen-Orden III. Klasse mit Schwertern. Nach dem Friedensschluss wurde Tresckow am 30. Oktober 1866 als Kommandeur des Dragoner-Regiments Nr. 9 nach Osnabrück versetzt und am 31. Dezember 1866 mit Patent vom 30. Oktober 1866 zum Oberst befördert. Am 20. Juni 1869 erhielt er den Roten Adlerorden III. Klasse mit Schleife. Bei der Mobilmachung anlässlich des Krieges gegen Frankreich wurde Tresckow am 18. Juli 1870 Inspekteur der Ersatzeskadronen des X. Armee-Korps. Nach dem Vorfrieden von Versailles erfolgte am 4. April 1871 unter Stellung à la suite des 1. Hannoverschen Dragoner-Regiments Nr. 9 seine Ernennung zum Kommandanten von Minden. Unter Verleihung des Charakters als Generalmajor wurde er am 8. August 1871 mit Pension zur Disposition gestellt. Er starb am 1. Juli 1875 in Frankfurt (Oder).
Im Jahr 1847 schrieb sein Regimentskommandeur in seiner Beurteilung: „Ein fleißiger, tüchtiger Offizier, sehr brauchbar zu jedem Dienst und von höchst anständiger Führung, war im Jahre 1842 zur Lehreskadron kommandiert und 1843 zum 2. Kursus dortbehalten, welche Zeit er mit vielem Nutzen angewendet hat.“

### Familie
Tresckow heiratete am 12. Oktober 1852 in Schmarfendorf Emilie von Tresckow (1833–1901), eine Tochter des Rittmeisters Wilhelm von Tresckow. Das Paar hatte mehrere Kinder:
- Hedwig (1856–1934) ⚭ 1900 Konrad von Randow (1829–1903), preußischer Major
- Hugo (1858–1895), preußischer Leutnant
- Günther (1859–1895), preußischer Regierungsrat
- Joachim (1861–1924), preußischer Generalmajor ⚭ 1894 Elisabeth von Sihler (1872–1946)
- Wilhelm (1864–1943), Oberstleutnant[1] ⚭ 1900[1] oder 1901[2] Elfriede („Frieda“) von Poncet (1871–1950)
- Emilie (* 1867)